# Famille Bréart de Boisanger
Pour les articles homonymes, voir Bréart.
La famille Bréart de Boisanger est une famille subsistante de la noblesse française, anoblie en 1668, originaire de Bretagne.

## Histoire
La famille Bréart de Boisanger est originaire d'Hennebont, dans le Morbihan. Anoblie par la charge de conseiller-secrétaire du roi en 1668, elle fut maintenue noble en Bretagne le 11 novembre 1701,.

## Personnalités
- Jean Bréart, sieur de Boisanger (1620-1677), corsaire et armateur à Port-Louis ;
- Charles Bréart de Boisanger (1650-1704), armateur, l'un des directeurs de la Compagnie française des Indes occidentales ;
- Charles Bréart de Boisanger (1676-1740), sénéchal d'Hennebont, conseiller du roi, subdélégué de l'intendance de Bretagne ;
- Jacques Bréart (1682-1767), oratorien, chanoine de Dol-de-Bretagne ;
- Paul Bréart de Boisanger (1810-1896), avocat, maire de Quimperlé de 1852 à 1860, puis de 1874 à 1878, conseiller général du Finistère de 1852 à 1867, membre de l'Association bretonne ;
- Thomas Marie Bréart de Boisanger (1818-1892), inspecteur général des ponts et chaussées, Officier de la Légion d'honneur[4] ;
- Adrien Charles Marie Bréart de Boisanger (1839-1907), chevalier de la Légion d'honneur, lieutenant de vaisseau[5] ;
- Augustin Bréart de Boisanger (1841-1917), président-fondateur de l'Office central de Landerneau ;
- Léopold Pierre Marie Bréart de Boisanger (1857-1902), Officier de la Légion d'honneur, Lieutenant-Colonel de cavalerie (réserve)  [6] ;
- Antoine Marie Gustave Bréart de Boisanger (1865-1949), chevalier de la Légion d'honneur, Capitaine au 4ème régiment de Dragons[7] ;
- Joseph Marie Henri Bréart de Boisanger (1871-1931), Officier de la Légion d'honneur, Lieutenant-Colonel au 65ème régiment d'infanterie[8] ;
- Pierre Bréart de Boisanger (1872-1951), vice-amiral, préfet maritime de Bizerte (Tunisie) ;
- Henri Bréart de Boisanger (1877-1914), saint-cyrien, camelot du roi, capitaine, écrivain ;
- Yves Bréart de Boisanger (1896-1976), inspecteur des finances (1920), conseiller d'État, gouverneur de la banque de France (1940-1944), administrateur ;
- Claude Bréart de Boisanger (1899-1999), ambassadeur de France en Tchécoslovaquie (1953-1959), administrateur général de la Comédie-Française (avril 1959-janvier 1960).

## Châteaux et demeures
- Hôtel Bréart de Boisanger, à Quimperlé (Finistère)

## Pour approfondir